# Antimateria

Partiklar från vänster uppifrån och ner: elektron, proton, neutron.
Antipartiklar från höger uppifrån och ner: positron, antiproton, antineutron.

Antimateria är motsatsen till den vanliga materia, som vår galax och resten av vårt synliga universum består av. Det finns en antipartikel för varje vanlig partikel: till exempel proton–antiproton, neutron–antineutron och elektron–positron. Vissa partiklar är sina egna antipartiklar, till exempel fotoner och Z-bosoner.

## Teoretisk bakgrund
Enligt standardmodellen, den gängse grundläggande beskrivningen av universum, finns tolv olika typer av materiapartiklar och fem (kända) kraftbärande partiklar. Till dessa materiapartiklar och kraftbärande partiklar kopplas deras spegelbilder med avseende på vissa symmetrier. Till exempel har en antipartikel samma storlek på sin elektriska laddning som motsvarande partikel, men med omvänt tecken. I övrigt tror man att en partikel och motsvarande antipartikel är lika. Om olikheter finns mellan partiklar och antipartiklar kan detta påvisa vissa symmetribrott, till exempel CP-brott. Den svagare CPT-symmetrin är dock bevarad (charge conjugation, parity, time reversal, ”laddningskonjugering, paritet, tidsreversering”).
Enligt kvantfältteori skapas partiklar och deras motparter konstant hela tiden. Detta påverkar vår beskrivning av vakuum på ett direkt sätt. Något vakuum i klassisk mening finns sålunda inte, då det hela tiden skapas partikelpar. Livslängden för dessa par av partiklar och antipartiklar är dock mycket kort och bestäms av Heisenbergs obestämdhetsrelation enligt formeln
{\displaystyle \delta E\cdot \delta t\sim \hbar ,}
vilket betyder att energi kan lånas från ingenting under en kort tidsrymd.
Einsteins formel E = mc² (Energi = massa * ljusets hastighet i kvadrat) säger att det finns energi där det finns massa; all energi har (relativistisk) massa. En del av denna energi utvinns i dagens kärnkraftverk genom klyvning av atomkärnor. Teoretiskt finns det dock effektivare sätt att frigöra energi. När till exempel anti-elektroner och elektroner kolliderar annihileras dessa och all massa omvandlas till strålningsenergi hos fotoner.

## Historisk bakgrund och laboratorieresultat
Antipartiklar postulerades först av Paul Dirac 1928, när han omformulerade Schrödingers vågekvation för att göra denna Lorentzinvariant. Dirac fann att då speciella relativitetsteorin och schrödingerekvationen stöptes samman uppstod två ekvivalenta lösningar så när som på ett minustecken. Dirac tolkade då den negativa lösningen som bevis för antipartiklar. Elektronens antipartikel påvisades några år senare av svenskamerikanen Carl D. Anderson.
Länge såg man antimateria som något rent teoretiskt, men med Andersons upptäckt 1932 av positronen kom det första beviset för att antimateria verkligen existerade. En positron är en elektron med motsatt laddning (det vill säga positiv). Antiprotonen och antineutronen upptäcktes 1955 av Emilio Segrè och Owen Chamberlain. Efter dessa upptäckter har existensen av antimateria verifierats mycket övertygande och produktionen av antimateria är idag något som rutinmässigt görs i till exempel partikelacceleratorer. 
I CERN pågår experiment för att undersöka om en väteatom (en proton och en elektron) och dess antipartikel (en antiproton och en antielektron) har samma spektrum. Man lyckades 1995 producera ett tiotal antiväteatomer. Dessa existerade endast i 40 nanosekunder, vilket beror på att antimateria och materia annihilerar varandra när de får kontakt. Man kan alltså inte förvara antimateria på grund av detta, eftersom det inte får ha någon kontakt med materia alls. Det har forskargruppen på CERN löst genom att förvara antivätet svävande i en fälla av magnetfält och elektriska fält. Man har efter detta producerat stora mängder antiväte, och man vill undersöka dessa antiatomers spektrum för att se om de, som teorin förutsäger, har exakt samma spektrum.
Den 17 november 2010 publicerade Nature en artikel som beskriver att ALPHA-gruppen blev de första i världen som lyckades att fånga antiväte-atomer via magnetiska fält. Man lyckades fånga 38 atomer av antiväte för runt en sjättedels sekund. Det var den första gången som neutral antimateria fångats.

## Kosmologisk antimateria
Förmodligen bildades lika mycket antimateria som materia vid Big bang, varefter det mesta av materian och antimaterian kolliderade och annihilerade varandra. Det måste dock ha funnits en mycket liten asymmetri, det vill säga det måste ha funnits en aning mer materia än antimateria. Det är denna materia som är den materia vi idag kan se i universum. Om detta hade Klein-Alfvéns kosmologi en annan uppfattning (i detta sammanhang kallas ibland vanlig materia koinomateria för distinktionens skull). Frågan har förbryllat forskare länge, och är något som man fortfarande inte löst på ett tillfredsställande sätt. 
Antipartiklar bildas varhelst i kosmos närhelst en kollision inträffar mellan högenergetiska partiklar. Detta händer i vår atmosfär, när kraftig kosmisk strålning tränger in. Man är inte säker på om antimateria i övrigt finns "naturligt" i universum. Om det fanns antimateria i någon region i universum, skulle man se resultatet genom intensiv strålning från annihilationer vid gränsen av antimateriaregionen, men någon sådan strålning har man ännu inte observerat vid genomförda ballongförsök och satelliter. 1977 trodde man sig ha funnit ett moln av antimateria i Vintergatans mitt, men detta är inte verifierat. Man har aktivt sökt efter anti-helium-kärnor i kosmisk strålning som skulle kraftigt antyda existensen av stjärnor bestående av antimateria, men sådana partiklar har inte hittats.

## Experimentell översikt
Hittills utförda mätningar på utomjordiska källor har genomförts med stratosfärballonger i polartrakterna, som för upp sin nyttolast i form av detektorer till sådan höjd att observationer blir meningsfulla:
- 1994 CAPRI CE (Cosmic AntParticle Ring Imaging Experiment)
- 1993 BESS (Balloon-borne Experiment with Superconducting Spectrometer)
- 2004 BESS Polar

Till dessa försök kommer satellitburna experiment:
- 2005–2008 AMS (Alpha Magnetic Spectrometer)
- 2006–2016 PAMELA (Payload for Antimatter Matter Exploration and Light-nuclei Astrophysics) var ett internationellt samarbete om ett system av partikeldetektorer som placerades i en rysk Resurs DK-1 satellit. PAMELA sköts upp den 15 juni 2006 ifrån Kazakstan. Det primära målet för PAMELA var att mäta energispektra för antiprotoner och positroner i den kosmiska strålningen.[2]